# SAO 206462
SAO 206462是一顆擁有星周盤的年輕恆星，並且其星周盤內有明顯的螺旋臂結構。該恆星距離地球約400光年，在天球上位於豺狼座。星周盤內的螺旋臂結構可能和行星存在於盤內相關。該盤的直徑大約是冥王星軌道的2倍。

## 發現
SAO 206462的發現是在2011年10月由位於戈达德太空飞行中心的 Eureka Scientific 的天文學家 Carol Grady 宣布，當時公布的星周盤影像已是極為清晰。該影像的拍攝使用了數個太空望遠鏡（哈勃空间望远镜、远紫外分光探测器、史匹哲太空望遠鏡）和地面望遠鏡（雙子星天文台與昴星团望远镜）。該成果是由研究年輕恆星周圍是否有行星存在的國際研究團隊獲得，並且有多個天文台合作。